# ジンジャーエール

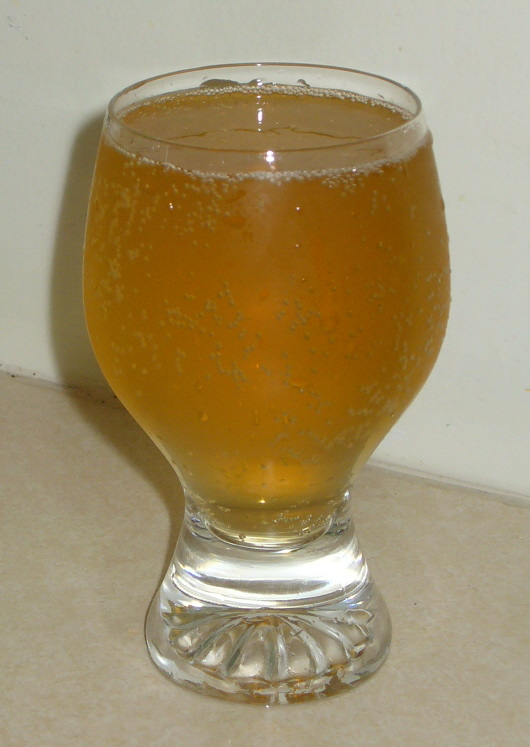
ジンジャーエール

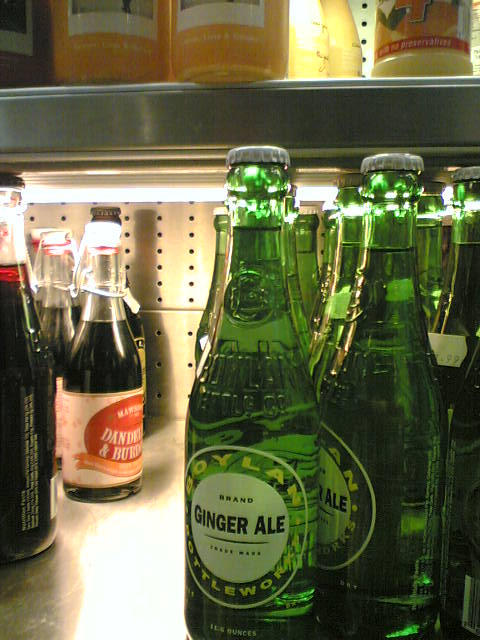
緑色のジンジャーエール瓶

ジンジャーエール (ginger ale) は、ショウガが入ったノンアルコールの炭酸飲料。カラメルで着色されており、ショウガ独特の辛みがある。シャンパン等の食前酒代わりとして食前にそのまま飲まれるほか、カクテルの材料としても使われる。

## 歴史
ジンジャーエールには、2つの種類がある。「ゴールデンスタイル」と呼ばれるものは、アメリカ人医師トーマス・カントレル (Thomas Cantrell) の発明とされる。より淡い色をして、ショウガがマイルドな「ドライスタイル」dry style（あるいは「ペールスタイル」 pale style）は、カナダ人のジョン・J・マクローリンの発明に帰される。
アメリカ人の薬屋・外科医トーマス・カントレルは、北アイルランドのベルファストでジンジャーエールを発明し、地元の飲料メーカーであるグラッタン社 (Grattan and Company) にて販売したと伝えられる。グラッタン社はボトルに "The Original Makers of Ginger Ale" のスローガンを浮き彫りにした。これは古いスタイルの「ゴールデン・ジンジャーエール」、すなわち濃い色をして、一般的には味の甘い、強いジンジャースパイス風味であった。ジンジャーエールは透明であるのに対し、ジンジャービールは醸造残留物のためにしばしば濁っており、より強いショウガの味を有する。
「ドライ・ジンジャーエール」は、化学者・薬剤師であるジョン・マクローリン (John McLaughlin) によって作られた、カナダの発明として認識されている。1890年に炭酸水の瓶詰工場を設立したマクローリンは、1904年に水に添加するフレーバーエキスを開発し始めた。その年、彼は「ペール・ドライ・ジンジャーエール」を開発し、1907年には「カナダドライ・ジンジャーエール」として特許取得された。カナダドライはたちまち成功を収め、カナダ総督官邸に納入された。ドライスタイルはまた、禁酒法時代のアメリカにおいて、アルコール飲料のミキサーとして使用されて人気となった。
ドライ・ジンジャーエールは、人気の面でゴールデン・ジンジャーエールをすぐに上回った。ゴールデン・ジンジャーエールは、最近では珍しい、地域的に限られた飲み物となっている。対照的にドライ・ジンジャーエールは、国際的に大規模に生産されており、スーパーマーケットやバー、航空会社では欠かせない物となっている。

## 日本国内の状況

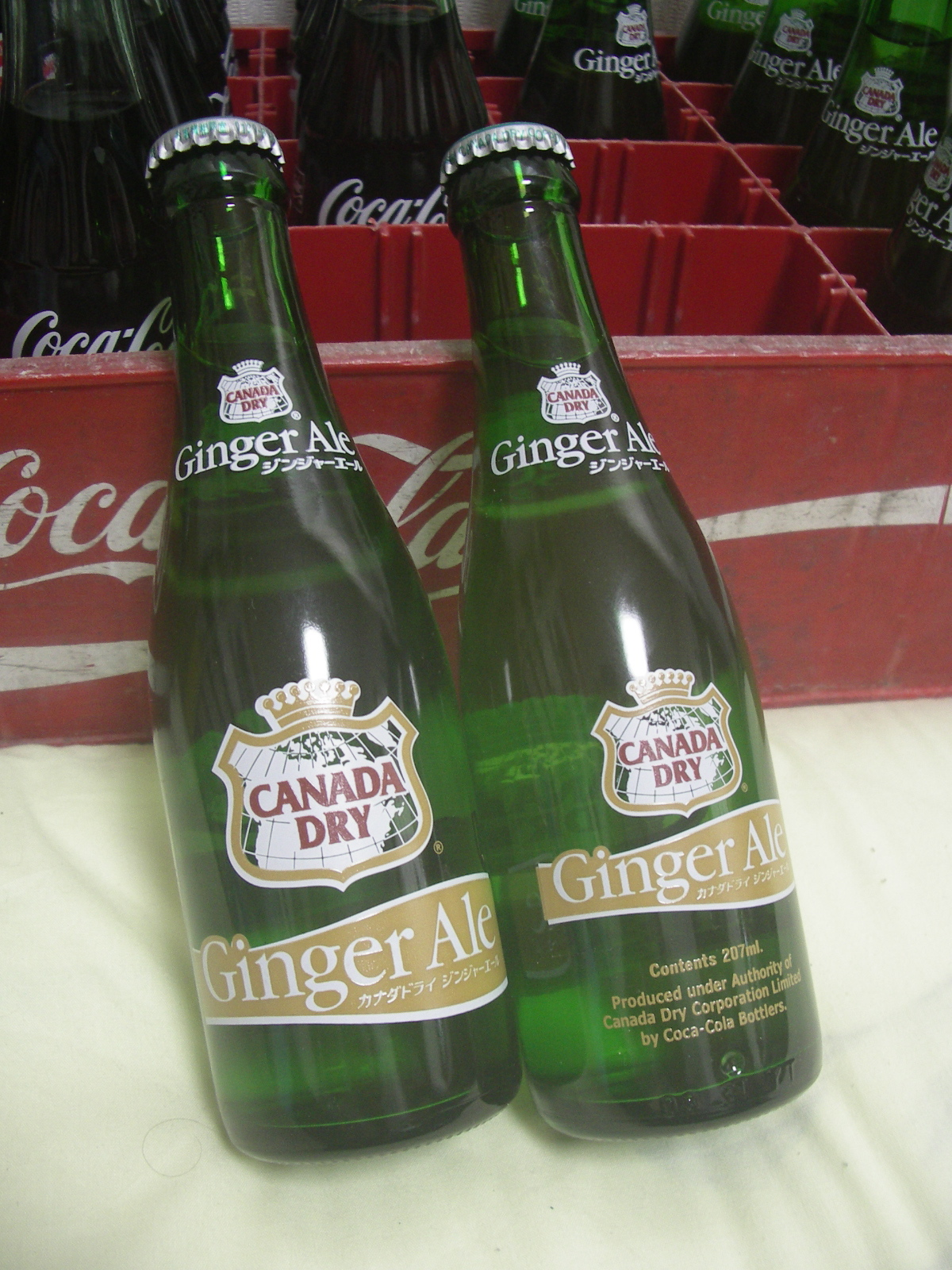
コカ・コーラ社から発売されているカナダドライ（207ml）

日本国内では日本コカ・コーラやアサヒ飲料など数社から発売されているが、カナダドライ（コカ・コーラ）とウィルキンソン（アサヒ飲料）が有名なブランドである。各ブランドが用いている商標は、カナダドライが「ジンジャーエール」で、ウィルキンソンが「ジンジャエール」である。
日本でも、大正時代に既に兵庫県にあったウヰルキンソン・タンサン社（後にウィルキンソン表記に変更）がジンジャーエールの製造を行っており、1966年には朝日麦酒（現・アサヒビール）によりウヰルキンソンブランドのジンジャーエール（同ブランドではジンジャエールと表記）が全国で売り出された。1970年代には、東京カナダドライ社（現・カルピス2代目法人）が米国カナダドライ社からライセンスを取得したのを皮切りに、海外ブランドの販売も始まった。コカ・コーラ社からも1982年頃、サンティバ (SANTIBA) という名のジンジャエールが発売された事がある。
カナダドライのジンジャーエールは甘みが強い飲み物で、ショウガ特有の辛味は薄く、ビールのような風味がする。また最近では、ペリーラ、ライム、オレンジフィズ、クラシックといった期間限定のものなども発売されている。
ウィルキンソンのジンジャエールは辛味が強く、ジンジャービアのようなショウガの風味を強く残している。ウィルキンソンブランドには、辛みが少ないドライも存在する（“ドライ”という言葉の響きで間違える人も多いが、「ジンジャエール＝（英国風の）ハードな辛口」「ドライジンジャエール＝（北米風の）ソフトな甘口」となっている）。

## ジンジャーエールを用いるカクテル
- ジン・バック
- サラトガ・クーラー
- シャーリー・テンプル
- モスコー・ミュール
- シャンディ・ガフ
- ホーセズ・ネック
- スノーボール
- キティ

## ジンジャービア
カナダでジンジャーエールが発明される以前からイギリスで作られてきた飲料で、ジンジャーエールのルーツ、原型とも言える。ジンジャーと糖分を発酵させて作られる。ウィルキンソンのジンジャーエールをさらに甘辛く濃厚にしたような味で、ジンジャーの刺激が強くクセのある味が特徴。市販もされているが、イギリスなどでは各家庭で自家製のものを作るのが一般的である。